# Portieux
Portieux és un municipi francès, situat al departament dels Vosges i a la regió del Gran Est. L'any 2007 tenia 1.324 habitants.

## Demografia

### Població
El 2007 la població de fet de Portieux era de 1.324 persones. Hi havia 461 famílies, de les quals 167 eren unipersonals (69 homes vivint sols i 98 dones vivint soles), 114 parelles sense fills, 143 parelles amb fills i 37 famílies monoparentals amb fills.
La població ha evolucionat segons el següent gràfic:
Habitants censats

### Habitatges
El 2007 hi havia 607 habitatges, 473 eren l'habitatge principal de la família, 35 eren segones residències i 99 estaven desocupats. 390 eren cases i 217 eren apartaments. Dels 473 habitatges principals, 282 estaven ocupats pels seus propietaris, 184 estaven llogats i ocupats pels llogaters i 7 estaven cedits a títol gratuït; 1 tenia una cambra, 38 en tenien dues, 91 en tenien tres, 114 en tenien quatre i 230 en tenien cinc o més. 211 habitatges disposaven pel capbaix d'una plaça de pàrquing. A 204 habitatges hi havia un automòbil i a 165 n'hi havia dos o més.

### Piràmide de població
La piràmide de població per edats i sexe el 2009 era:
| Homes | Edats   | Dones |
| ----- | ------- | ----- |
| 0     | 95 o +  | 12    |
| 0     | 90 a 94 | 20    |
| 12    | 85 a 89 | 64    |
| 4     | 80 a 84 | 36    |
| 24    | 75 a 79 | 56    |
| 28    | 70 a 74 | 52    |
| 32    | 65 a 69 | 48    |
| 20    | 60 a 64 | 36    |
| 36    | 55 a 59 | 32    |
| 20    | 50 a 54 | 40    |
| 56    | 45 a 49 | 60    |
| 44    | 40 a 44 | 24    |
| 44    | 35 a 39 | 36    |
| 52    | 30 a 34 | 32    |
| 52    | 25 a 29 | 56    |
| 56    | 20 a 24 | 36    |
| 24    | 15 a 19 | 37    |
| 20    | 10 a 14 | 24    |
| 20    | 5 a 9   | 52    |
| 56    | 0 a 4   | 44    |

## Economia
El 2007 la població en edat de treballar era de 751 persones, 521 eren actives i 230 eren inactives. De les 521 persones actives 448 estaven ocupades (244 homes i 204 dones) i 74 estaven aturades (36 homes i 38 dones). De les 230 persones inactives 89 estaven jubilades, 49 estaven estudiant i 92 estaven classificades com a «altres inactius».

### Ingressos
El 2009 a Portieux hi havia 465 unitats fiscals que integraven 1.103 persones, la mediana anual d'ingressos fiscals per persona era de 15.319 €.

### Activitats econòmiques
Dels 20 establiments que hi havia el 2007, 1 era d'una empresa alimentària, 3 d'empreses de fabricació d'altres productes industrials, 4 d'empreses de construcció, 4 d'empreses de comerç i reparació d'automòbils, 3 d'empreses de transport, 2 d'empreses d'hostatgeria i restauració, 1 d'una empresa d'informació i comunicació, 1 d'una entitat de l'administració pública i 1 d'una empresa classificada com a «altres activitats de serveis».
Dels 7 establiments de servei als particulars que hi havia el 2009, 2 eren oficines de correu, 3 guixaires pintors, 1 lampisteria i 1 perruqueria.
L'únic establiment comercial que hi havia el 2009 era una fleca.
L'any 2000 a Portieux hi havia 7 explotacions agrícoles que ocupaven un total de 192 hectàrees.

## Equipaments sanitaris i escolars
El 2009 hi havia 1 centre de salut i 1 farmàcia.
El 2009 hi havia 3 escoles elementals.

## Poblacions més properes
El següent diagrama mostra les poblacions més properes.